# Подвелка
Подвелка (словен. Podvelka) је насеље и управно средиште истоимене општине Подвелка, која припада Корушкој регији у Републици Словенији.
По попису становништва из 2011. године, насеље Подвелка имало је 343 становника.